# Zhuhui
Der Stadtbezirk Zhuhui (chinesisch 珠晖区, Pinyin Zhūhuī Qū) ist ein Stadtbezirk in der chinesischen Provinz Hunan. Er gehört zum Verwaltungsgebiet der bezirksfreien Stadt Hengyang (衡阳市). Der Stadtbezirk hat eine Fläche von 211,4 km² und zählt 397.900 Einwohner (Stand: Ende 2018).

## Administrative Gliederung
Auf Gemeindeebene setzt sich der Stadtbezirk aus sechs Straßenvierteln, zwei Großgemeinden und zwei Gemeinden zusammen. 　　